# 柿谷ひかる
柿谷 ひかる（かきたに ひかる、1995年5月15日 - ）は、日本のAV女優。

## 略歴・人物
神奈川県出身。2015年10月、アダルトビデオメーカー・プレステージの専属女優としてAVデビュー。

## 出演作品

### アダルトDVD
2015年
- 新人 プレステージ専属デビュー（10月10日、プレステージ）
- 奇跡の天然少女100%味わいます。volume.05（11月2日、プレステージ）
- 女子マネージャーは、僕達の性処理ペット。 016（11月20日、プレステージ）
- 新・絶対的美少女、お貸しします。 ACT.51（12月19日、プレステージ）

2016年
- マッジクミラー号 健康美人の"美ジョガー"のジョギング後の感度が上がったトロトロま○こをオイルまみれ赤面ストレッチ! 身体が引き締まってキツキツになったオマ○コにヌプッと挿入♥（1月21日、SODクリエイト）※「まみ」名義
- 奥さんが絶対に浮気しないと信じている旦那さん限定!! 謝礼10万円であなたの奥さんを口説かせてください!!（1月9日、DOC）※「あかね」名義
- すらりと伸びた足から覗くスカートとニーハイの間の太もも「絶対領域」を目の前で見てしまった僕は… 2（2月1日、DOC）
- 放課後ムチムチブルマ軟派（2月10日、DOC）※「なな」名義
- アイドル級の制服美少女・ひかる 淫行セックスに夢中で耽り、白く汚される恥ずかしい姿を、全部撮られちゃいました…。（2月13日、オーロラプロジェクト）
- 私、突然押し入ってきたオトコの人たちに輪されました…。（2月13日、オーロラ・プロジェクト）
- 汗だく汁まみれヌードヨガレッスン File.03（2月19日、MAD）
- 過激すぎるド素人娘 4時間スペシャル 32（3月11日、S級素人）
- 現役女子大生ナマ中出しライフ 5（4月8日、S級素人）